# Chevrolet Bolt
Chevrolet Bolt (укр. Шевроле Больт) — електричний автомобіль компанії Chevrolet, який був представлений публіці в січні 2016 року і виготовляється в Сполучених Штатах з початку листопада 2016 року.

## Опис

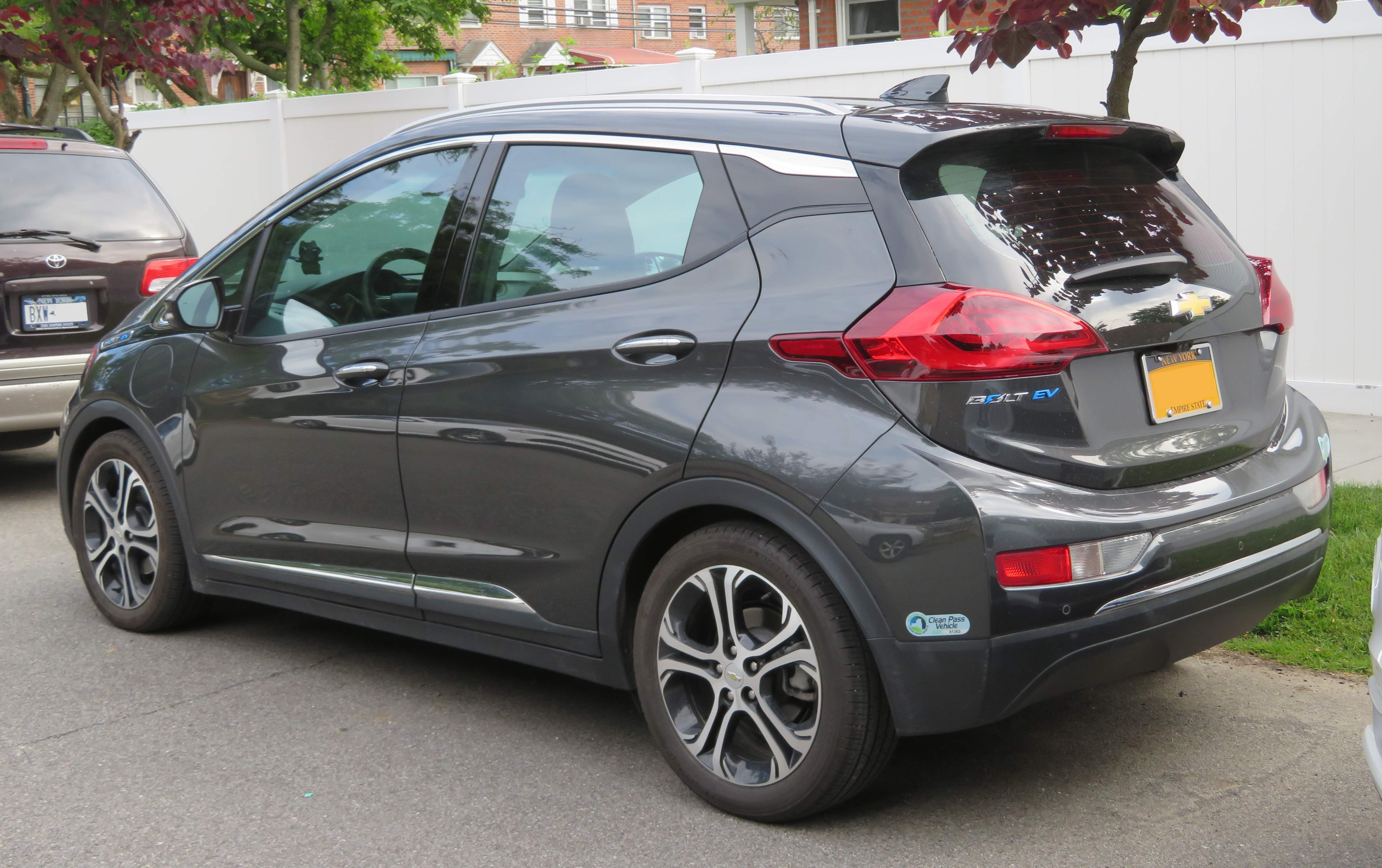
Chevrolet Bolt EV

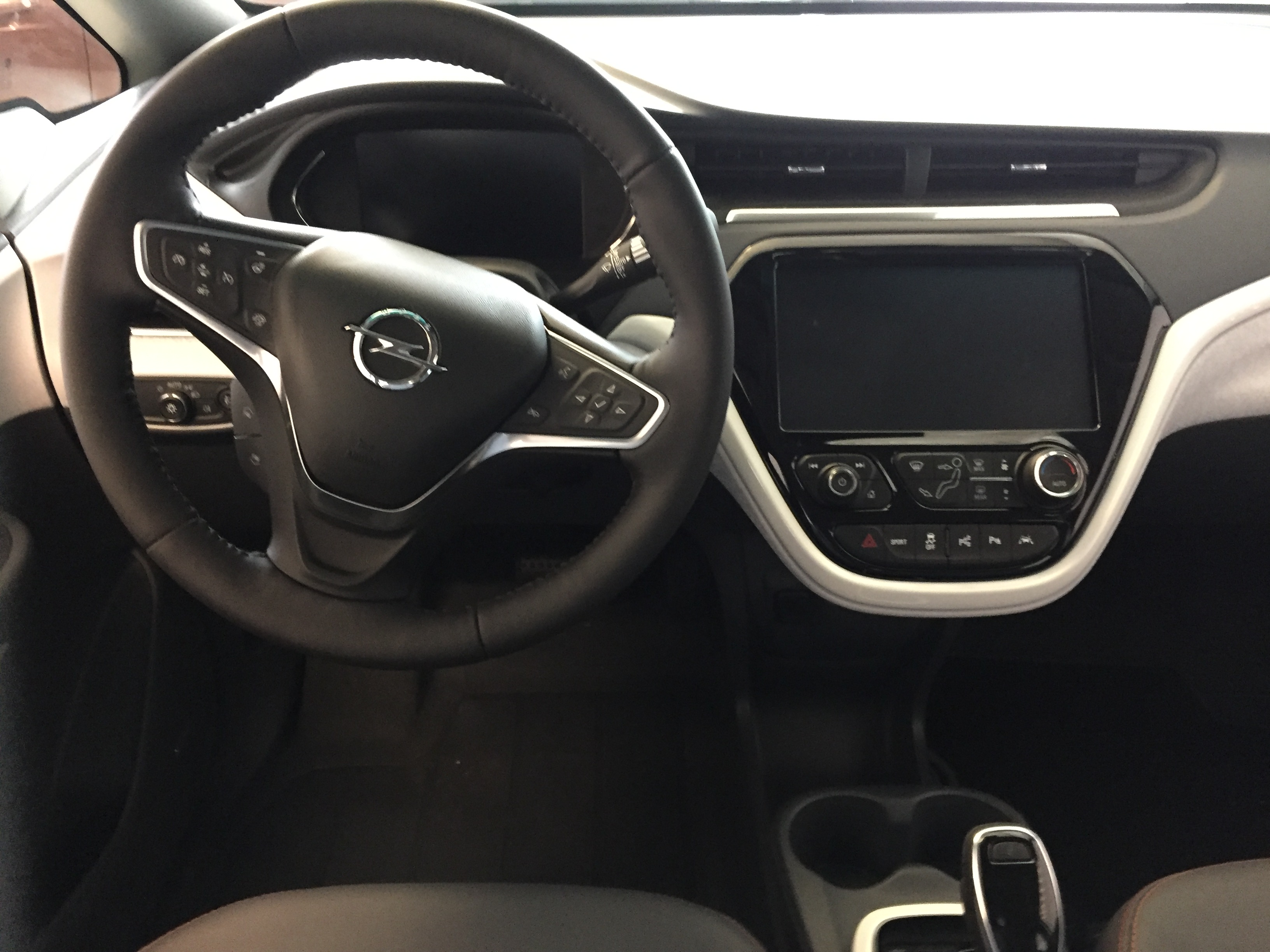
Салон

Модель відрізняється від гібридних автомобілів Chevrolet Volt та оригінальної Opel Ampera, які використовують двигун внутрішнього згоряння і гібридну систему Voltec.
Електромобіль Bolt створювався в кооперації з компанією LG. Корейський концерн поставляє для цієї моделі тяговий електромотор, інвертор, бортовий зарядний пристрій, електрокомпресор кліматичної установки, комплект тягових осередків, блоки розподілу високою і низькою потужності, обігрівач батареї.
Автомобіль, збудований на платформі BEV 2, випускається на заводі GM Orion Township в Мічигані.
Електромотор на хетчбеку Chevrolet Bolt розвиває 150 кВт (204 к. с.), а крутний момент становить 360 Нм, батарея має 60 кВт·год. За заявою виробника, з місця до 100 км/год електрокар розганяється менш ніж за 7 секунд. Максимальна швидкість обмежена 145 км/год. На одній зарядці електромобіль долає відстань 383 км (по циклу EPA).
На повну підзарядку потрібно вісім з половиною годин. В якості опції для електрокара пропонується зарядка для підключення до станції постійного струму з роз'ємом стандарту SAE Combo. З нею наповнити батареї на 50 % можна всього за півгодини.
Рекуперація буде регулюватися в великих межах, а стиль водіння відіб'ється на практичній дальності пробігу. Найслабша рекуперація — в режимі Drive (він більше підходить для магістралі) при відпуску педалі газу. Машина котиться майже вільно, і для повної зупинки без гальм не обійтися. Трохи краща рекуперація в тому ж «Драйві», якщо задіяти підрульові пелюстки Regen on Demand (аналогічні клавіші є і в Вольті). На третьому місці за ефективністю — ослаблення натискання на «газ» в режимі руху Low (він підходить для рваного міського ритму). А найпотужніша рекуперація — в режимі Low при натисканні на підрульові пелюстки. Тут машина сповільнюється при 0,3 g. І це в три рази менш інтенсивно, ніж при екстреному гальмуванні «в підлогу».
Мультимедійний комплекс MyLink оснащений системою OnStar 4G LTE, яка може роздавати Інтернет через власну точку доступу. Інформаційно-розважальна система Chevrolet Bolt пропонує стандартні Apple CarPlay та Android Auto.
Камера заднього виду виводить зображення на салонне дзеркало. Крім цього, Bolt отримав навігаційну систему, яка враховує погоду, манеру водіння і тип місцевості для оптимального витрати електроенергії. Обсяг багажника — до 1600 л при складених задніх сидіннях. У 2020 році ємність батареї збільшено до 66 кВт·год. Пробіг на одній зарядці тепер становить 417 км (по циклу EPA).

### LT та Premier
Bolt EV пропонується у двох варіантах комплектації: LT та Premier.
Модель Bolt EV LT оснащується крім камери заднього виду, ще й системою для водіїв-підлітків, що дозволяє встановлювати обмеження гучності звуку, створювати попередження про обмеження швидкості та контролювати дистанцію руху.
Модель найвищого класу Bolt EV Premier оснащується системою камер Surround Vision, яка забезпечує повний огляд оточення автомобіля. Інші функції безпеки автомобіля включають задні датчики паркування, моніторинг сліпих зон, дзеркало із задньою камерою та попередження про перехресний рух позаду.

### Модернізація 2021

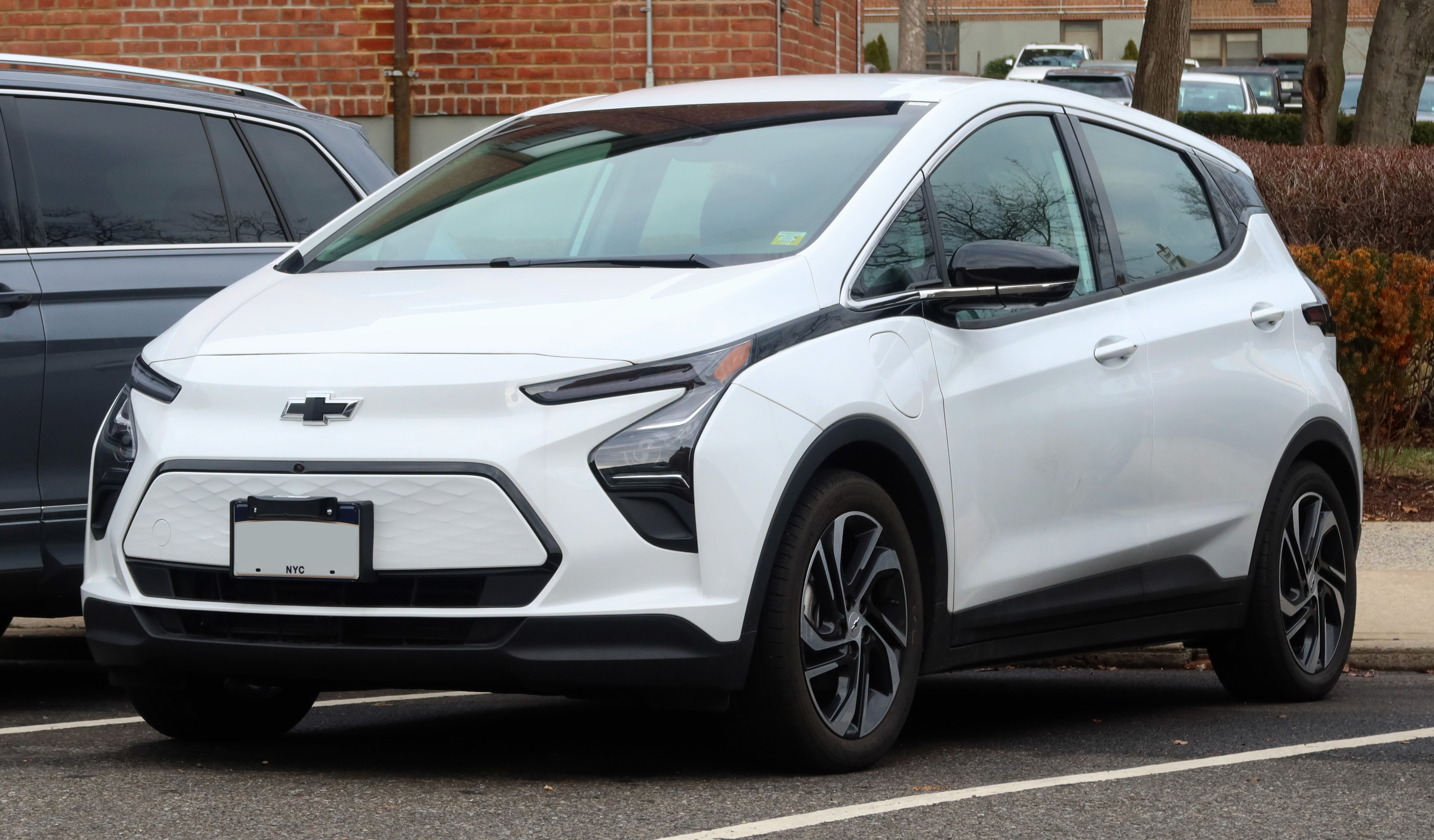
Chevrolet Bolt EV (з 2021)

У 2021 році Bolt отримав значний оновлений дизайн передньої та задньої частини, а також деяких частин інтер’єру. Передня частина має нові фари, а також нову штучну решітку радіатора та оздоблення. Задні ліхтарі та люк дверей багажника також дещо відрізняються від попередньої моделі. У салоні перемикач було замінено на кнопки перемикання передач, а сидіння були перероблені разом із деякими деталями інтер’єру. Розміри автомобіля залишаються незмінними.
GM також додала повністю окрему модель Bolt EUV до своєї лінійки електромобілів того року, яка має розширену колісну базу разом із деякими покращеними ключовими функціями.

### Безпілотні автомобілі

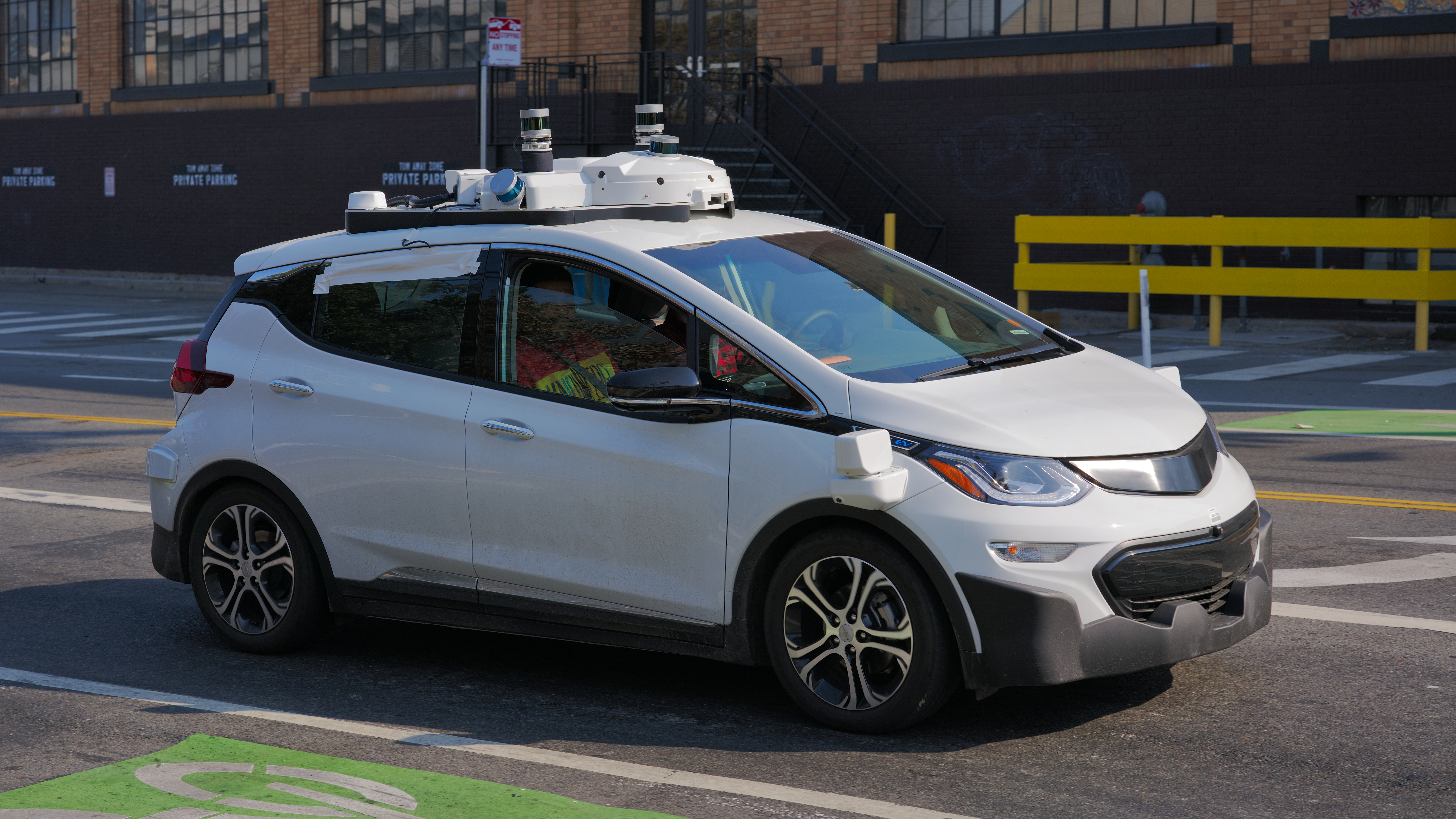
Безпілотник Bolt EV

В 2017 році компанія Chevrolet заявила, що першою застосувала методи масового виробництва до автономних машин. Пробниками виступили 130 безпілотних прототипів на базі електрокара Bolt EV, випущених на заводі Orion Assembly Plant в Мічигані пліч-о-пліч зі звичайними побратимами. Вони приєдналися до більш ніж 50 ранніх зразків безпілотників, вже проходять випробування в Аризоні, Сан-Франциско, Скоттсдейл, Уоррені і Детройті з передмістями.

## Chevrolet Bolt EUV

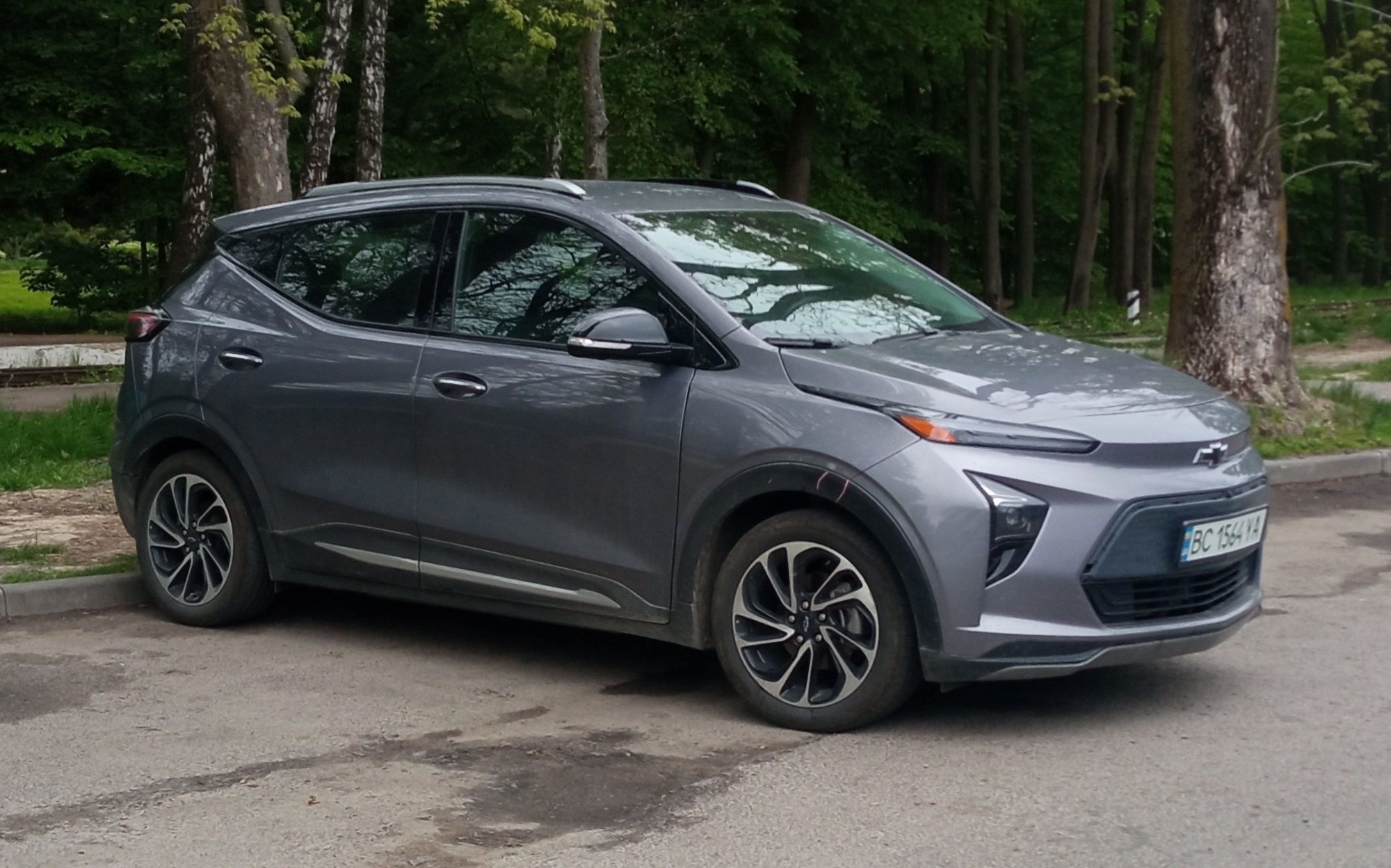
Chevrolet Bolt EUV

14 лютого 2021 року дебютував електричний кросовер Chevrolet Bolt EUV, розроблений на платформі BEV2 від Chevrolet Bolt.
По кузову і салону Bolt EUV на 99 % повинен повторювати Buick Velite 7. Кросовер має електромотор потужністю 200 к.с. і 361 Н·м. Батарея — 65 кВт·год, запас ходу — 500 км по циклу NEDC. Довжина, ширина, висота, база — 4305, 1770, 1615, 2675 мм відповідно.
На відміну від ранніх версій Bolt EV, акумулятор для Bolt EUV виробляється в Сполучених Штатах на заводах LG в Мічигані.
Він був представлений на ринку Мексики 17 серпня 2021 року. Він був випущений на ринок США в березні 2022 року.
Chevrolet пропонує для моделі Bolt EUV 2023 року спортивний пакет Redline Edition, котрий додає чорні та червоні елементи дизайну. 

### Припинення та планове відновлення
У січні 2022 року GM оголосив, що фабрика Orion Township буде переобладнана вартістю 4 мільярди доларів для виробництва пікапів Chevrolet Silverado EV і GMC Sierra EV, починаючи з 2024 року.
Очікувалося, що доступний сегмент, на який націлений Bolt, буде заповнений Chevrolet Equinox EV, оскільки GM переводить свої електромобілі на технологію акумуляторів третього покоління Ultium. 25 квітня 2023 року генеральний директор GM Мері Барра заявила, що Bolt and Bolt EUV буде припинено наприкінці 2023 року, щоб звільнити місце для «нового покоління електромобілів» GM. 
Оголошення викликало громадський резонанс.  25 липня 2023 року Барра заявила, що є плани щодо другого покоління Bolt з використанням обладнання Ultium і програмного забезпечення Ultifi.  Плани для цього нового Bolt включають лише стиль кузова Bolt EUV.
 

GM припинила виробництво Bolt 20 грудня 2023 року. 

## Opel Ampera-е

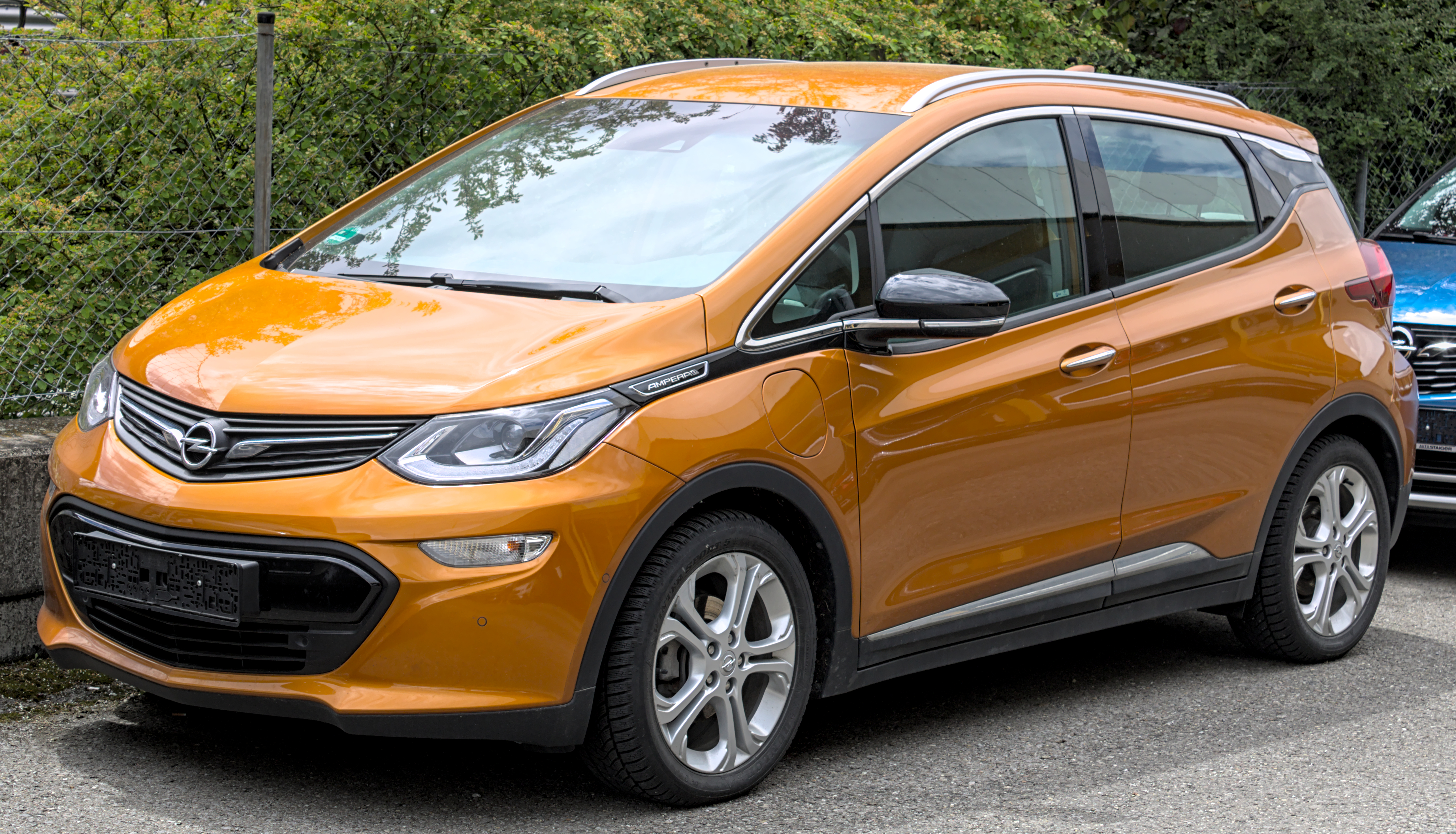
Opel Ampera-е

У кінці вересня 2016 року в Парижі представлено електрокар Opel Ampera-е — клон Болта, не рахуючи шильдиків. У продаж в Європі модель надійшла в 2017 році. Однак в паспортних даних в Ampera-е буде одна істотна відмінність. Оскільки навантаження на машину в американському їздовому циклі EPA і європейському NEDC істотно відрізняються (американський жорсткіший), то номінальна дальність ходу на одній зарядці в Ampera-e буде вище.
Показник пробігу на одній зарядці у моделі Bolt по змішаному циклі EPA становить 238 миль, тобто 383 км. У Ampera-e, відповідно, в циклі NEDC можна спрогнозувати понад 520 км, що відповідає, наприклад, Tesla 90D.

## Продажі
| рік  | США    | Канада | Пд. Корея | Бразилія | Мексика | Європа |
| ---- | ------ | ------ | --------- | -------- | ------- | ------ |
| 2017 | 23,876 | 2,122  | 570       | 0        | 10      | 1,918  |
| 2018 | 18,019 | 2,628  | 4,580     | 0        | 20      | 2,731  |
| 2019 | 16,418 | 4,050  | 4,171     | 7        | 27      | 2,510  |
| 2020 | 20,754 | 4,025  | 1,579     | 108      | 38      | 2,775  |
| 2021 | 22,073 | 4,668  | 1,016     | 132      | 18      |        |